# Michael Ballhaus
Michael Ballhaus (ur. 5 sierpnia 1935 w Berlinie, zm. 12 kwietnia 2017 tamże) – niemiecki operator filmowy. Trzykrotnie nominowany do Oscara za najlepsze zdjęcia do filmów: Telepasja (1987) Jamesa L. Brooksa, Wspaniali bracia Baker (1989) Steve’a Klovesa oraz Gangi Nowego Jorku (2002) Martina Scorsese.

## Życiorys
W Niemczech zasłynął współpracą z reżyserem Rainerem Wernerem Fassbinderem. W latach 70. był autorem zdjęć do większości filmów kontrowersyjnego reżysera. Na początku lat 80. po przedwczesnej śmierci Fassbindera wyjechał do Stanów Zjednoczonych, gdzie z powodzeniem kontynuował karierę.
W 1985 po raz pierwszy współpracował z Martinem Scorsese przy komedii pt. Po godzinach (1985). Później jeszcze sześciokrotnie spotykali się na planie filmowym. Ballhaus był autorem zdjęć do jednych najbardziej uznanych filmów Scorsese; były to: Kolor pieniędzy (1986), Ostatnie kuszenie Chrystusa (1988), Chłopcy z ferajny (1990), Wiek niewinności (1993), Gangi Nowego Jorku (2002) oraz Infiltracja (2006).
W 1988 otrzymał pierwszą nominację do Oscara za zdjęcia do komediodramatu Jamesa L. Brooksa Telepasja (1987). W 1990 otrzymał drugą nominację, a 13 lat później kolejną. Statuetki Oscara jednak nigdy nie udało mu się zdobyć. Kilkakrotnie pracował także z takimi reżyserami jak: Mike Nichols (m.in. Pracująca dziewczyna i Pocztówki znad krawędzi), Wolfgang Petersen, Frank Oz.
Zasiadał w jury konkursu głównego na 49. MFF w Cannes (1996) oraz na 60. MFF w Wenecji (2003). W 2007 przyznano mu Europejską Nagrodę Filmową za osiągnięcia w światowej kinematografii. W 2016 otrzymał Honorowego Złotego Niedźwiedzia za całokształt twórczości na 66. MFF w Berlinie.
Jego syn Florian (ur. 1965) również jest operatorem filmowym. Jest m.in. autorem zdjęć do filmów: Plan lotu, Diabeł ubiera się u Prady, Słyszeliście o Morganach?, Red, Zbuntowana.
Michael Ballhaus zmarł po krótkiej chorobie w swoim berlińskim mieszkaniu. Miał 81 lat.

## Filmografia
- Whity (1971)

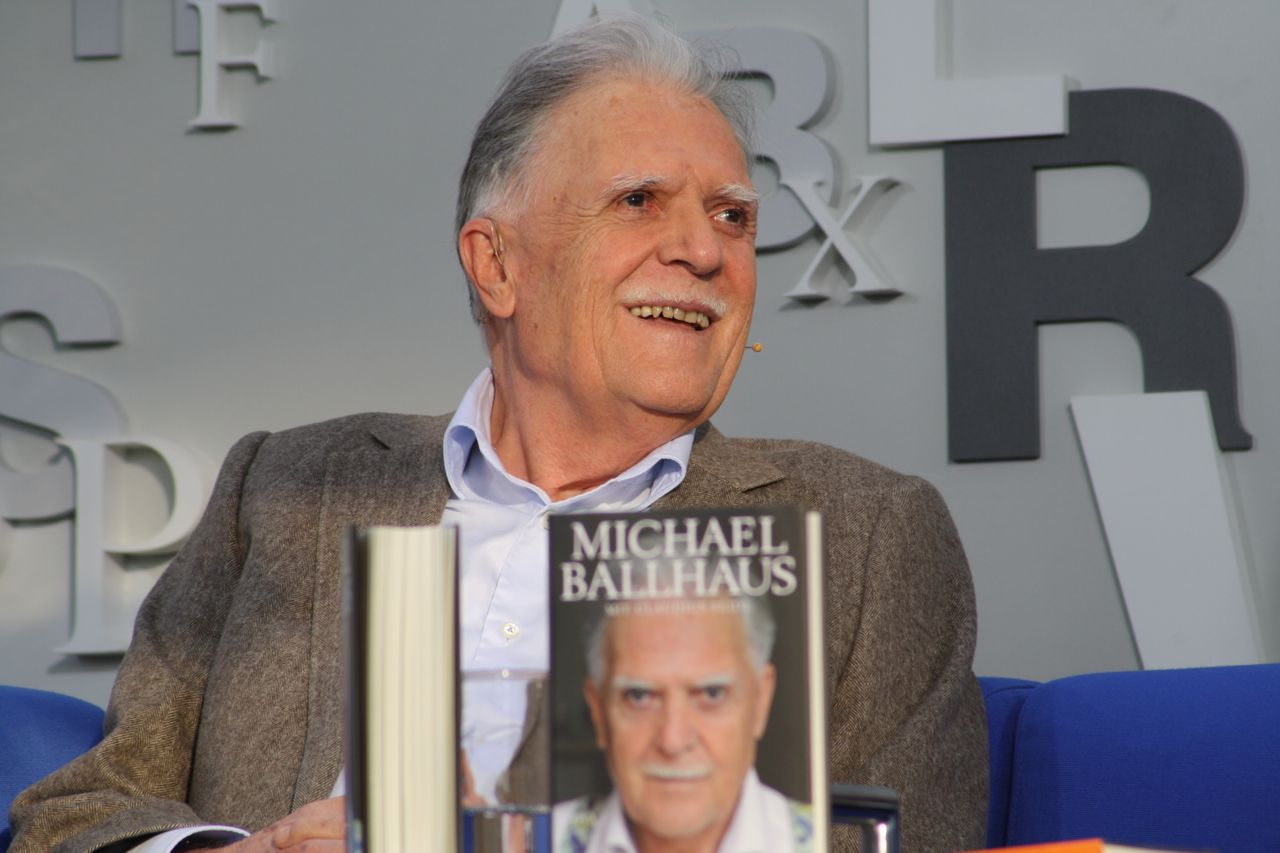
Ballhaus na promocji swojej autobiografii na Targach Książki w Lipsku (2014)

- Ostrzeżenie przed świętą dziwką (1971)
- Gorzkie łzy Petry von Kant (1972)
- Świat na drucie (1973)
- Martha (1974)
- Prawo silniejszego (1975)
- Matka Küsters idzie do nieba (1975)
- Diabelska pieczeń (1976)
- Chcę tylko, żeby mnie kochano (1976)
- Chińska ruletka (1976)
- Desperacja (1978)
- Małżeństwo Marii Braun (1979)
- Lili Marleen (1981)
- Czarodziejska góra (1982)
- Baby, to jesteś ty (1983)
- Buntownik z Eberton (1984)
- Śmierć komiwojażera (1985)
- Po godzinach (1985)
- Kolor pieniędzy (1986)
- Zakazana miłość (1986)
- Szklana menażeria (1987)
- Telepasja (1987)
- Pracująca dziewczyna (1988)
- Parszywe dranie (1988)
- Ostatnie kuszenie Chrystusa (1988)
- Dom przy Carroll Street (1988)
- Wspaniali bracia Baker (1989)
- Pocztówki znad krawędzi (1990)
- Chłopcy z ferajny (1990)
- Czarna lista Hollywood (1991)
- Co z tym Bobem? (1991)
- Królowie mambo (1992)
- Dracula (1992)
- Wiek niewinności (1993)
- Potyczki z Jeannie (1994)
- Quiz Show (1994)
- Epidemia (1995)
- Uśpieni (1996)
- Air Force One (1997)
- Barwy kampanii (1998)
- Bardzo dziki zachód (1999)
- Z księżyca spadłeś? (2000)
- Nazywał się Bagger Vance (2000)
- Gangi Nowego Jorku (2002)
- Dziewczyny z wyższych sfer (2003)
- Lepiej późno niż później (2003)
- Infiltracja (2006)
- 3096 dni (2013)

## Odznaczenia
- Bawarski Order Zasługi (2011)[2]
- Berliński Order Zasługi (2016)[3]